# ГЕС Шаньсю
ГЕС Shānxiù (山秀水电站) — гідроелектростанція на півдні Китаю у провінції Гуансі. Знаходячись після ГЕС Xiānfēng (17,6 МВт), становить нижній ступінь каскаду на річці Цзоцзян, правій твірній Юцзян, яка впадає праворуч до основної течії річкової системи Сіцзян (завершується в затоці Південно-Китайського моря між Гуанчжоу та Гонконгом) на межі ділянок Qian та Xun. При цьому нижче по сточищу на Юцзян створений власний каскад, верхньою станцією якого є ГЕС Лаокоу.
В межах проекту річку перекрили комбінованою греблею висотою 41 метр та довжиною 436 метрів, основна частина якої виконана як бетонна гравітаційна споруда, до якої праворуч прилягає земляна ділянка. Гребля утримує водосховище з об'ємом 285,5 млн м3 (корисний об'єм 38,9 млн м3) та припустимим коливанням рівня поверхні у операційному режимі між позначками 85 та 86,5 метра НРМ (під час повені рівень може зростати до 95,8 метра НРМ, а об'єм — до 606,3 млн м3).
Інтегрований у греблю машинний зал обладнали трьома бульбовими турбінами потужністю по 26 МВт, які первісно використовували напір у 16 метрів. Після завершення в середині 2010-х згаданої вище станції Лаокоу номінальний напір скоротився до 12,5 метра, що забезпечує потужністьу 54 МВт.